# Phép cân bằng sinh thái

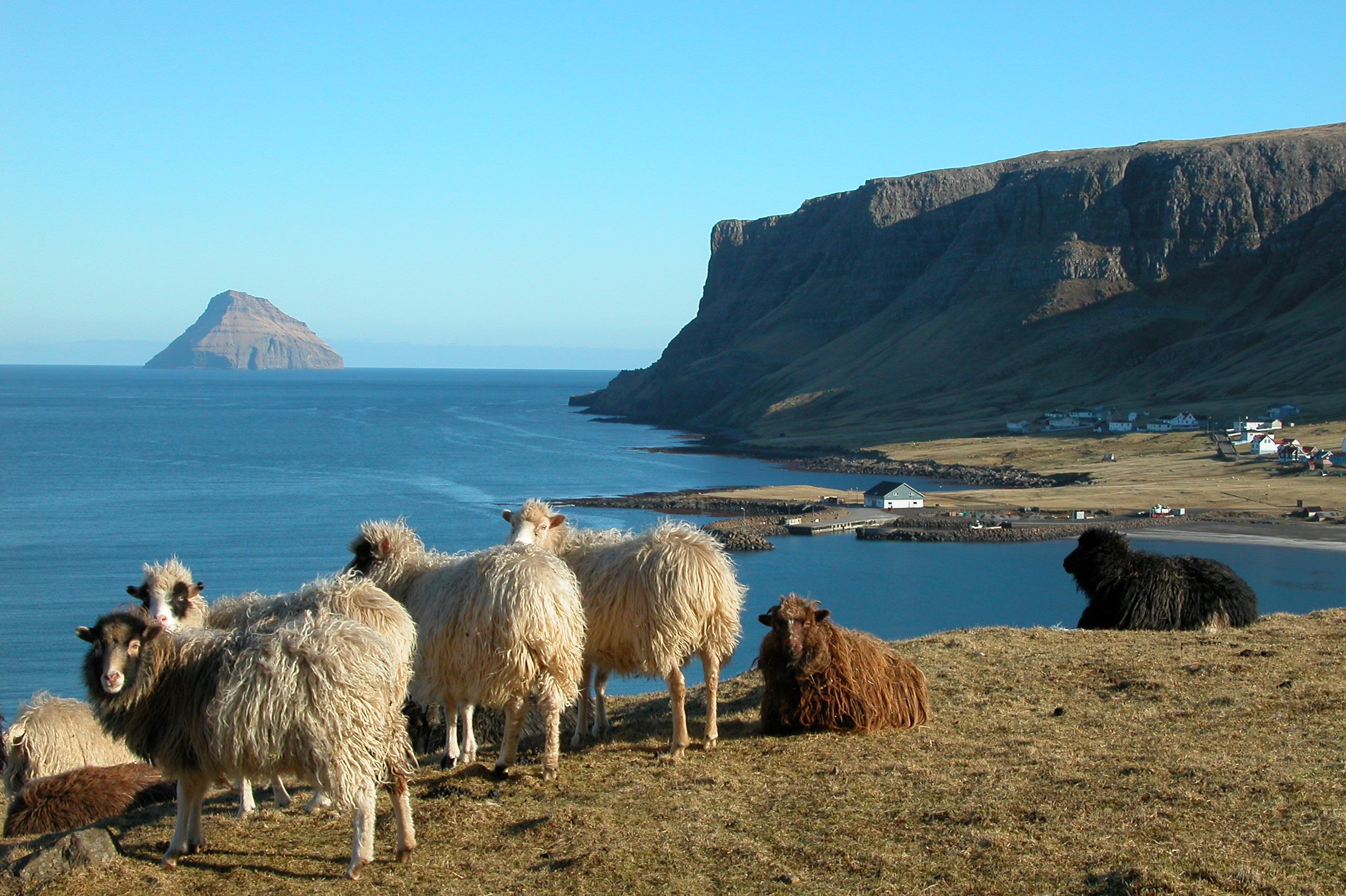
Cừu ăn các mô thực vật có chứa nồng độ carbon cao so với nồng độ nitơ và phosphor (tức là tỷ lệ C: N: P) cao. Để tăng trưởng và phát triển, các mô của cừu cần ít carbon hơn so với nitơ và phosphor (tức là tỷ lệ C: N: P) thấp so với thức ăn. Sự tăng trưởng và phát triển của bất kỳ sinh vật nào có thể bị hạn chế bởi phép cân bằng hóa học không cân bằng: sự mất cân bằng về tỷ lệ các nguyên tố hóa học trong thực phẩm phản ánh tỷ lệ của các phân tử hữu cơ quan trọng về mặt sinh lý.

Phép cân bằng sinh thái học (được gọi rộng hơn là phép cân bằng sinh học) xem xét sự cân bằng của năng lượng và các yếu tố ảnh hưởng đến hệ thống sống. Tương tự như phép cân bằng hóa học, phép cân bằng sinh thái được thành lập dựa trên những hạn chế của cân bằng khối lượng khi chúng áp dụng cho các sinh vật và sự tương tác của chúng trong các hệ sinh thái. Cụ thể, sự cân bằng năng lượng và các yếu tố ảnh hưởng như thế nào và sự cân bằng này bị ảnh hưởng bởi các sinh vật và tương tác của chúng.
Các khái niệm về cân bằng hóa học sinh thái có một lịch sử lâu dài trong sinh thái học với các tham chiếu ban đầu về các hạn chế của cân bằng khối lượng được tạo ra bởi Liebig, Lotka và Redfield. Những khái niệm trước đó đã được mở rộng để liên kết rõ ràng sinh lý nguyên tố của sinh vật với các tương tác của lưới thức ăn và chức năng hệ sinh thái của chúng.

## Đại cương
Hầu hết các công việc trong phép cân bằng sinh thái tập trung vào giao diện giữa một sinh vật và tài nguyên của nó. Giao diện này, cho dù đó là giữa thực vật và tài nguyên dinh dưỡng của chúng hoặc động vật ăn cỏ và cỏ là lớn, thường được đặc trưng bởi sự khác biệt đáng kể trong thành phần nguyên tố của mỗi phần. Sự khác biệt, hoặc không phù hợp, giữa nhu cầu nguyên tố của sinh vật và thành phần nguyên tố của tài nguyên dẫn đến sự mất cân bằng nguyên tố. Hãy xem xét loài mối, có tỷ lệ carbon:nitơ mô (C:N) khoảng 5 đơn vị nhưng vẫn tiêu thụ gỗ với tỷ lệ C:N là 300-1000 đơn vị. Sinh trắc học sinh thái chủ yếu hỏi:
1. Tại sao sự mất cân bằng nguyên tố phát sinh trong tự nhiên?
2. sinh lý và lịch sử cuộc sống bị ảnh hưởng bởi sự mất cân bằng nguyên tố như thế nào? và
3. những tác động tiếp theo đến quá trình hệ sinh thái là gì?

Mất cân bằng nguyên tố phát sinh vì một số lý do sinh lý và tiến hóa liên quan đến sự khác biệt về cấu tạo sinh học của các sinh vật, chẳng hạn như sự khác biệt về loại và số lượng đại phân tử, bào quan và mô. Các sinh vật khác nhau về tính linh hoạt của cấu tạo sinh học của chúng và do đó ở mức độ mà sinh vật có thể duy trì thành phần hóa học không đổi khi đối mặt với sự thay đổi trong tài nguyên của chúng. Biến thể trong tài nguyên có thể liên quan đến các loại tài nguyên cần thiết, tính sẵn có tương đối của chúng về thời gian và không gian và cách chúng có được. Khả năng duy trì thành phần hóa học bên trong mặc dù có những thay đổi về thành phần hóa học và tính sẵn có của tài nguyên được gọi là "cân bằng nội môi cân bằng phương pháp hóa học".
Giống như khái niệm sinh học chung về cân bằng nội môi, cân bằng nội môi nguyên tố đề cập đến việc duy trì thành phần nguyên tố trong một số phạm vi theo thứ tự sinh học. Các sinh vật quang dưỡng, chẳng hạn như tảo và thực vật có mạch, có thể thể hiện rất nhiều độ dẻo sinh lý trong thành phần nguyên tố và do đó có cân bằng nội môi tương đối yếu. Ngược lại, các sinh vật khác, chẳng hạn như động vật đa bào, gần với cân bằng nội môi nghiêm ngặt và chúng có thể được coi là có thành phần hóa học riêng biệt. Ví dụ, tỷ lệ carbon và phosphor trong chất hữu cơ lơ lửng trong hồ (ví dụ, tảo, vi khuẩn và mạt vụn) có thể thay đổi trong khoảng từ 100 đến 1000 trong khi tỷ lệ C:P của Daphnia, động vật phù du giáp xác, vẫn gần như không đổi ở mức 80:1. Sự khác biệt chung về cân bằng nội môi cân bằng giữa thực vật và động vật có thể dẫn đến sự mất cân bằng nguyên tố lớn và thay đổi giữa người tiêu dùng và tài nguyên.
Phép cân bằng sinh thái tìm cách khám phá làm thế nào hàm lượng hóa học của sinh vật định hình hệ sinh thái của chúng. Phép cân bằng sinh thái đã được áp dụng cho các nghiên cứu về tái chế chất dinh dưỡng, cạnh tranh tài nguyên, tăng trưởng động vật và mô hình giới hạn dinh dưỡng trong toàn bộ hệ sinh thái. Tỷ lệ Redfield của các đại dương trên thế giới là một ứng dụng rất nổi tiếng của các nguyên tắc cân bằng hóa học đối với sinh thái học. Phép cân bằng sinh thái cũng xem xét các hiện tượng ở cấp độ tế bào phụ, chẳng hạn như hàm lượng P của một ribosome, cũng như các hiện tượng ở toàn bộ cấp sinh quyển, chẳng hạn như hàm lượng oxy trong khí quyển Trái đất. Cho đến nay, khung nghiên cứu về cân bằng hóa học sinh thái đã kích thích nghiên cứu trong các lĩnh vực sinh học, sinh thái, hóa sinh và sức khỏe con người, bao gồm nghiên cứu quần xã sinh học nhỏ của con người, nghiên cứu ung thư, tương tác mạng lưới thực phẩm, động lực học dân số, dịch vụ của hệ sinh thái, năng suất cây trồng nông nghiệp và dinh dưỡng ong mật.